# Сухий Янчекрак
Сухи́й Янчекра́к — річка в Україні, в межах Оріхівського та Василівського районів Запорізької області. Ліва притока Дніпра (басейн Чорного моря). 

## Опис
Довжина 17 км, площа басейну 129 км². Долина річки являє собою розлогу балку, за назвою Суха; балка здебільшого з пологими схилами, місцями порізана ярами. Річище слабозвивисте, часто пересихає (особливо в середній течії). Споруджено кілька ставків. 

## Розташування
Сухий Янчекрак бере початок біля села Новояковлівки. Тече переважно на південний захід і (частково) захід. Впадає до Дніпра (у Каховське водосховище) біля північної околиці села Плавні. 
Над річкою розташоване смт Степногірськ.